# Моногеноидозы
Моногеноидозы (лат. monogenoidoses) — болезни промысловых рыб, вызванные моногенетическими сосальщиками.
Возбудители — моногенеи (Monogenea) — паразиты рыб (реже земноводных или пресмыкающихся —  черепахи; Oculotrema hippopotami паразитирует в глазах гиппопотама). Локализуются на жабрах или коже (эктопаразиты), реже являются эндопаразитами (например, Acolpenteron — паразит мочеточников рыб).
Gyrodactylus и Dactylogyrus способны приводить к замору рыб в естественных водоёмах и прудах рыбных хозяйств.
Важнейшие моногеноидозы рыб — дактилогироз, диплозооноз, дискокотилёз, гиродактилёз, тетраонхоз.